# Carrascosa Films
Carrascosa Films S.F. es una productora cinematográfica española fundada en Carrascosa del Campo (Cuenca) en 2009, con el fin de crear cine y entretenimiento. Esta productora ya ha creado cortos como Assassin:el comienzo y Órdago.
Fue creada conjuntamente por José Luis Córdoba, Luis Cebrián y Mateo Cebrián en 2009 y tuvo un comienzo difícil debido a la falta de ingresos para material fotográfico, pero actualmente ha paliado esa necesidad gracias a la colaboración de diferentes personas y organismos, y al gran éxito de su primer cortometraje, Assassin:el comienzo.
Actualmente esta productora no ha recibido premios ni galardones, a pesar de la presencia de algunas de sus películas en certámenes. 

## Últimos proyectos
Carrascosa Films está trabajando conjuntamente con Metrosexual Mayer para realizar la segunda entrega de Assassin: Assassin 2:  La Venganza. El rodaje será finalmente realizado durante el final de 2010 y el pricipcio de 2011, aunque el estreno puede prolongarse hasta la primavera de dicho año. Carrascosa Films también incluirá en su filmografía El pelo y Gritos, aunque la fecha de su rodaje todavía no está decidida.

## Filmografía
- Assassin:el comienzo

- Assassin 2: La Venganza (en proyecto)

- Órdago

- Cuesta

- Tomas falsas: la película

- Assassin: visto por dentro

- Fiestas de Santa Ana vistas por los jóvenes (en proyecto)

- El pelo

- Datos: Q5753428